# Poldark (TV-serie, 1975)
Poldark är en brittisk dramaserie från BBC som sändes 1975–1977. Serien är baserad på Winston Grahams bokserie med samma namn, och följde alla de sju böcker som utkommit vid tiden. I huvudrollerna ses Robin Ellis, Angharad Rees och Jill Townsend.

## Rollista i urval
- Robin Ellis – Ross Poldark
- Angharad Rees – Demelza
- Jill Townsend – Elizabeth Warleggan
- Ralph Bates – George Warleggan
- Paul Curran – Jud Paynter
- Mary Wimbush – Prudie Paynter
- Judy Geeson – Caroline Penvenen
- Forbes Collins – Zacky Martin
- Clive Francis – Francis Poldark
- Kevin McNally – Drake Carne
- David Delve – Sam Carne
- Norma Streader – Verity Poldark
- Michael Cadman – doktor Dwight Enys
- Jane Wymark – Morwenna Whitworth
- Richard Morant – doktor Dwight Enys
- John Baskcomb – Nat Pearce
- Shelagh Wilcocks – Mrs. Tabb
- Stefan Gates – Geoffrey Charles Poldark
- Christopher Benjamin – Sir Hugh Bodrugan
- Ralph Nossek – Harris Pascoe